# Svaneapoteket (Aalborg)
 For alternative betydninger, se Svaneapoteket. (Se også artikler, som begynder med Svaneapoteket)
Svaneapoteket var i perioden 1666 - 2013 et apotek beliggende i Jens Bangs Stenhus i Aalborg.
I 1666 overtog apoteker Jens Frederik Friedenreich (født i 1642, død 11. maj 1690 i Aalborg) Jens Bangs gamle butik i stueetagen, og indrettede det til byens Svaneapotek. I 1671 købte Friedenreich hele stenhuset. De øverste etager blev indrettet til lægeklinikker og lejligheder.
I 2013 besluttede Sundhedsstyrelsen at lukke det 347 år gamle Svaneapotek, på trods af, at Aalborg Kommune havde protesteret mod nedlæggelsen af det historiske apotek.
I dag arrangerer Aalborg Historiske Museum efter aftale, rundvisninger oppe under taget, hvor det er muligt at opleve Apotekersamlingen.